# Abdieso
Abdieso  è un nome proprio di persona italiano maschile. 

## Varianti
- Maschili: Ebedieso

### Varianti in altre lingue
- Catalano: Abdès[2]
- Latino: Abdiesus[1], Ebediesus
- Persiano: Abdīšō[3]
- Spagnolo: Abdieso[2]

## Origine e diffusione
È il nome di uno dei martiri persiani, derivante dal persiano Abdīšō, e significa "servo di Gesù" (essendo un composto di abd o ebd, ebed, "servo", da cui anche Abdon, Abdia, Abdiele e Abdenago, e del nome Gesù). 
Si trova scritto anche nelle forme Abdjesus, Abdiesus, Hebed Jesus, Hebedjesus ed Ebedieso. È analogo per significato ai nomi scozzesi Maoilios e Gilchrist.

## Onomastico
L'onomastico è tradizionalmente festeggiato il 16 maggio (precedentemente il 22 aprile), in memoria di sant'Ebedieso, vescovo di Kaskar (o diacono), uno dei martiri persiani.